# The Co-operative Group
Co-operative Group Limited eller Co-op er et britisk detailhandelskooperativ indenfor fødevarer, engros, apotek, forsikring og diverse juridiske services. De har over 65.000 ansatte og hovedkvarter på One Angel Square i Manchester.
I alt har de over 7000 afdelinger, hvoraf ca. 4.000 afdelinger er indenfor dagligvarehandel igennem mærket Co-op Food.
In 1863 blev North of England Co-operative Wholesale Industrial and Provident Society Limited etableret i Manchester af 300 individuelle kooperativer i Yorkshire og Lancashire.